# Barrage d'Afşar
Le barrage d'Afşar (en turc Afşar barajı) est un barrage en Turquie.

## Sources
- (en) www.dsi.gov.tr/tricold/afsar.htm Site de l'agence gouvernementale turque des travaux hydrauliques